# Banglas
Banglas is een bestuurslaag in het regentschap Meranti-eilanden van de provincie Riau, Indonesië. Banglas telt 5010 inwoners (volkstelling 2010).